# 栃木県道293号庚申山公園線
栃木県道293号庚申山公園線（とちぎけんどう293ごう こうしんざんこうえんせん）は、栃木県日光市内を通過する一般県道である。

## 概要

### 路線データ
- 総延長：6.845km[1]
- 実延長：6.845km[1]
- 起点：栃木県日光市足尾町（庚申山公園）
- 終点：栃木県日光市足尾町遠下（国道122号交点）
- 認定：1977年（昭和52年）3月4日

## 歴史

### 年表
- 1977年（昭和52年）3月4日 - 一般県道として認定。

## 路線状況

### 交通量
24時間自動車類交通量（台/日）
- 245（推定値）

## 地理

### 通過する自治体
- 栃木県
  - 日光市